# Kevin Guthrie
Pour les articles homonymes, voir Guthrie.
Kevin Guthrie est un acteur écossais, né le 22 mars 1988 à Neilston en Écosse.  

## Biographie
Kevin Guthrie a suivi dès l'âge de six ans les cours de théâtre de la PACE Theatre Company à Paisley. Il a intégré par la suite la prestigieuse Royal Scottish Academy of Music and Drama, dont il sort diplômé en 2011.
Adolescent, il multiplie les petits rôles dans des séries télévisées. Il fait ses débuts au cinéma en 2013 dans Sunshine on Leith. Cette comédie musicale, portée par la musique du groupe écossais The Proclaimers, connaît un grand succès box-office britannique. Kevin Guthrie y interprète Ally, un soldat qui revient vivre à Édimbourg après avoir servi dans l'armée britannique en Afghanistan.
En 2015, il collabore avec une de ses idoles, l'acteur Robert Carlyle, qui l'engage sur sa première réalisation La Légende de Barney Thomson, puis côtoie à l'écran la mannequin et actrice Agyness Deyn dans le film Sunset Song. L'année suivante, il obtient un petit rôle dans Les Animaux Fantastiques, spin-off de la saga Harry Potter et passe avec succès les auditions pour le film Dunkerque de Christopher Nolan. 
En 2017, il fait partie du casting d'une nouvelle série d'épouvante produite par AMC, The Terror, adapté du best-seller Terreur de Dan Simmons.
En mai 2021, il est condamné à trois ans de prison ferme pour agression sexuelle, pour des faits s’étant produits en septembre 2017,.

## Filmographie

### Cinéma
| Année | Titre                                                | Réalisateur       | Rôle           | Notes         |
| ----- | ---------------------------------------------------- | ----------------- | -------------- | ------------- |
| 2013  | Sunshine on Leith                                    | Dexter Fletcher   | Ally           | Long-métrage  |
| 2014  | The Trench                                           | Alex Campbell     | Collins        | Court-métrage |
| 2015  | La Légende de Barney Thomson                         | Robert Carlyle    | MacPherson     | Long-métrage  |
| 2015  | Sunset Song                                          | Terence Davies    | Ewan Tavendale | Long-métrage  |
| 2016  | Whisky Galore                                        | Gillies MacKinnon | George         | Long-métrage  |
| 2016  | Les Animaux Fantastiques                             | David Yates       | M.Abernathy    | Long-métrage  |
| 2017  | Dunkerque                                            | Christopher Nolan | Highlander 3   | Long-métrage  |
| 2017  | Edie                                                 | Simon Hunter      | Jonny          | Long-métrage  |
| 2018  | Les Animaux fantastiques : Les Crimes de Grindelwald | David Yates       | M.Abernathy    | Long-métrage  |

- 2019 : Get Duked! (Boyz in the Wood) de Ninian Doff

### Télévision
| Année | Titre                           | Rôle              | Notes                        |
| ----- | ------------------------------- | ----------------- | ---------------------------- |
| 2001  | Terri McIntyre                  | Dillon            | Série                        |
| 2003  | The Key                         | Danny jeune       | Série (1 épisode)            |
| 2005  | Still Game                      | Thomas            | Série (saison 4, 1 épisode)  |
| 2009  | Half Moon Investigations        | Tommy Flynn       | Série (1 épisode)            |
| 2010  | The Adventures of Daniel        | James             | Téléfilm                     |
| 2011  | Field of Blood                  | Sean              | Série (saison 1, 2 épisodes) |
| 2011  | Jackson Brodie, détective privé | Keith Fletcher    | Série (saison 1, 2 épisodes) |
| 2012  | La Vie aux Aguets               | Alfie Blytheswood | Téléfilm                     |
| 2013  | The Paradise                    | Nathaniel         | Série (saison 2, 1 épisode)  |
| 2013  | Misfits                         | Mark              | Série (saison 5, 1 épisode)  |
| 2013  | Two Doors Down                  | Ian               | Téléfilm                     |
| 2014  | Comedy Playhouse                | Conor             | Série (saison 16, 1 épidode) |
| 2017  | The Terror                      | Harry Peglar      | Série                        |
| 2020  | The English Game                | Fergus Suter      | Série                        |

## Distinctions
| Année | Distinction                           | Catégorie |
| ----- | ------------------------------------- | --------- |
| 2014  | Screen International Star of Tomorrow |           |